# Cathédrale Sainte-Croix d'Honiara
Pour les articles homonymes, voir Cathédrale Sainte-Croix.

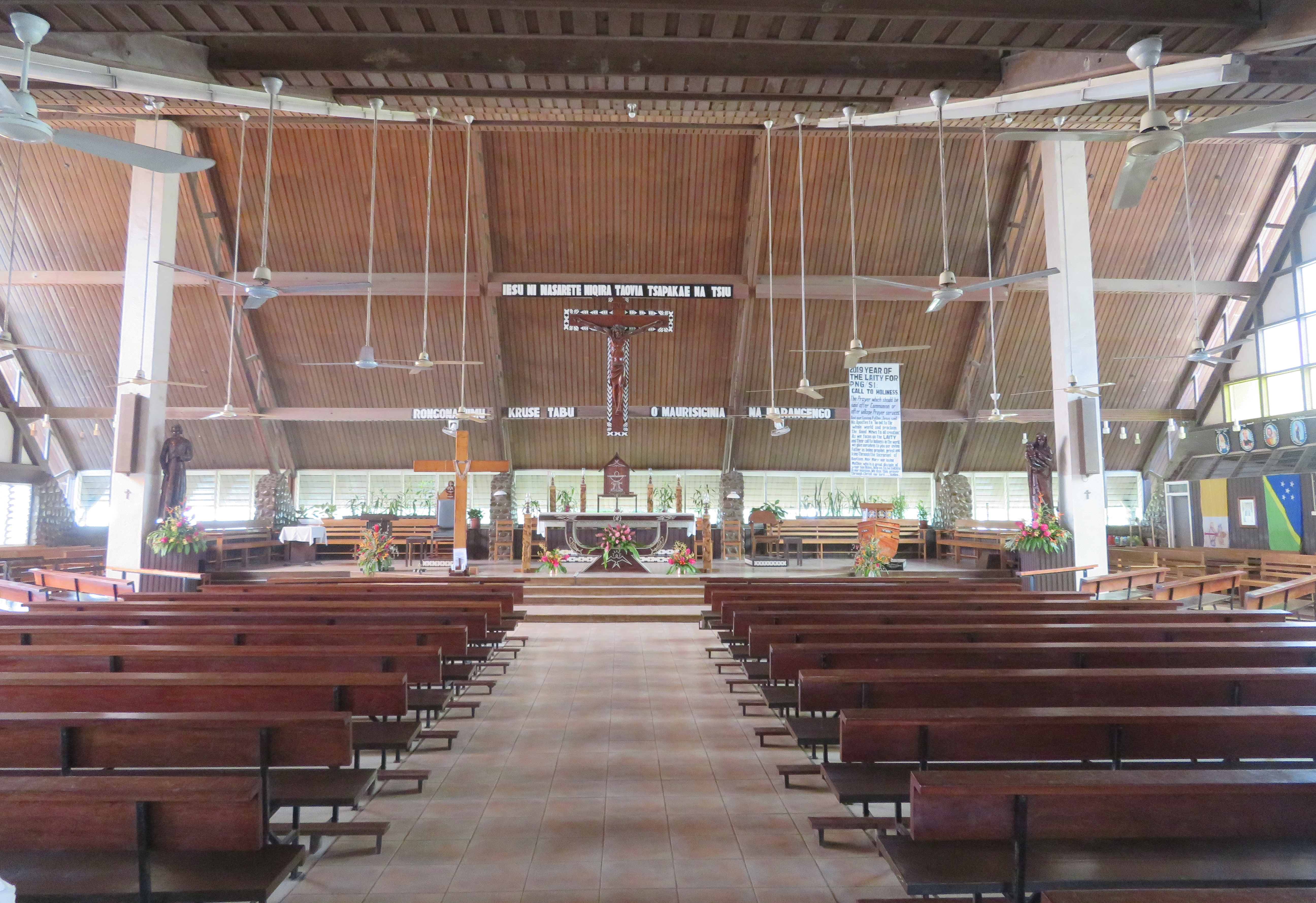
L'intérieur de la cathédrale

La cathédrale Sainte-Croix, est située à Honiara, capitale des Îles Salomon située sur l’île de Guadalcanal. Il s'agit siège épiscopal de l'archidiocèse d'Honiara.
L'édifice est situé sur l'avenue Meridana  qui longe la baie, juste à côté du bureau du conseil municipal et du Ministère du Développement des Infrastructures. Il est également situé à proximité immédiate avec une église méthodiste (Wesley United Church) et une église évangélique (South Seas Evangelical Central Church).
La cathédrale est dédiée à la Sainte Croix, sachant par ailleurs que la capitale appartient également à l'archipel Santa Cruz.

## Histoire
Une première grande église destinée à être utilisée pour le cérémonial épiscopal avait été érigée en 1923 à Visale à l'Ouest de Guadalcanal, mais elle et les restes de l'évêque assassiné Épalle où il avait été enterré ont été perdus lors du tremblement de terre survenu le 25 janvier 1926 (complètement détruits par ailleurs lors des bombardements de 1942,).
Honiara est devenu la nouvelle capitale des îles Salomon britanniques après la deuxième guerre mondiale et la population catholique a triplé entre 1947 et 1957 avec la nouvelle base militaire américaine, passant de 1000 à 3000. Une première église dédiée à la Sainte Croix est construite en 1947 à l'endroit où le navigateur espagnol Alvaro de Mendaña aurait placé la première croix en 1565.
Un nouvel édifice est construit en 1957 devenant ainsi la pro-cathédrale du vicariat apostolique des Îles Salomon du Sud (les anciennes Salomon du Nord, intégrée en 1919, sont dans une autre juridiction) . Une brique de la première mission catholique des Îles Salomon, construite en 1845, a été incorporée à la façade.
En 1957, l'église est consacrée et ouverte au public. Il y a plusieurs éléments sculptés tels que ceux de l'autel et du lutrin qui reflète la culture locale salomonienne. Par ailleurs, les statues de la Sainte Vierge et de Saint-Joseph, qui avaient survécu aux raids aériens japonais de la bataille de Guadalcanal, y ont été positionnés à l'extérieur.
En 1966, le vicariat est transformé en diocèse ; L'évêque Daniel Stuyvenberg a commencé à planifier la construction d'une nouvelle cathédrale en 1975. Il a nommé l'architecte australien Noel McKernan, et a posé la première pierre le 14 septembre 1976. Le design contemporain rappelle la structure en forme de tente et a fait appel à un sculpteur local autodidacte, Frank Haikiu (qui a réaliser le monument commémoratif Fierté de notre Nation), pour la fabrication des éléments en bois comme l'autel, les fonts baptismaux ou le chemin de croix.
Les Salomon deviennent indépendantes le 7 juillet 1978, la nouvelle cathédrale est consacrée solennellement le 17 septembre 1978 et le pape Jean-Paul II élève alors le diocèse au statut d'archidiocèse métropolitain accordé dans sa bulle "Laetentur insulae multae" le 15 novembre 1978.

## Mémorial de la croix
Juste à côté de la cathédrale, un calvaire fait office de monument en l'hommage à la première croix planté par les Espagnols sur l'île : On peut y voir une reproduction d'un navire espagnol avec deux missionnaires en train de prier devant.

## Philatélie
L'église est représenté sur un timbre commémoratif de 2$ émis en 1981 sur le thème de Noel ; la série représente également la Cathédrale Saint-Barnabé d'Honiara.